# Semionotus
Semionotus es un género extinto de peces de la familia Semionotidae. Fue descrito por Louis Agassiz en 1843.

## Especies
- Palaeoniscus agassizii Redfield 1841
- Semionotus agassizii Redfield 1841
- Semionotus australis Woodward 1890
- Semionotus beardmori Smith 1900
- Semionotus bergeri Agassiz 1833
- Semionotus braunii Newberry 1888
- Semionotus capensis Woodward 1888
- Semionotus elegans Newberry 1888
- Semionotus formosus Woodward 1908
- Semionotus fultus Agassiz 1833
- Semionotus gigas Newberry 1888
- Semionotus howelli Bock 1959
- Semionotus kapffi Fraas 1861
- Semionotus lineatus Newberry 1888
- Semionotus micropterus Newberry 1888
- Semionotus minutus Newberry 1888
- Semionotus normanniae Larsonneur 1964
- Semionotus ovatus Redfield 1841
- Semionotus parvus Redfield 1888
- Semionotus robustus Newberry 1888